# 阿拉斯加鼩鼱
阿拉斯加鼩鼱（学名：Sorex tundrensis）为鼩鼱科鼩鼱属的动物。在中国大陆，分布于东北等地。该物种的模式产地在美国阿拉斯加。